# Étienne Bernard (médecin)
Pour les articles homonymes, voir Bernard (patronyme) et Étienne Bernard.
Étienne Bernard, né le 28 septembre 1893 dans le 17e arrondissement de Paris et mort le 6 juin 1980 dans le 8e arrondissement de Paris, est un médecin phtisiologue et résistant français. Il est l'un des pionniers de la  vaccination par le BCG en France.

## Biographie
Étienne René Bernard naît le 28 septembre 1893 dans le 17e arrondissement de Paris, il est le troisième fils de Tristan Bernard (1866-1947) et de Suzanne Rébecca Bomsel (1869-1928). 
Il se marie avec Marie Berthe Kraemer (1897-1985), le 28 mars 1918 dans le 17e arrondissement de Paris. Le couple donne naissance à deux filles, Marie-Claire Bernard et Denise Bernard.
Il participe à la Première Guerre mondiale, d'abord comme infirmier, puis médecin auxiliaire et médecin aide-major à la fin du conflit. Il est interne des hôpitaux en 1921. Il est nommé médecin capitaine de réserve en 1933. 
Lors de la Seconde Guerre mondiale, il est promu au grade de médecin commandant en 1940, il rejoint les Forces françaises de l'intérieur (FFI) « Vercors » le 9 juin 1944. 
Après la guerre, il est promu au grade de médecin lieutenant-colonel de réserve en 1949.
Le 24 août 1935, il est élu membre de la Société académique du Touquet-Paris-Plage au Touquet-Paris-Plage, station balnéaire où il a une résidence secondaire, villa Venvole, avenue du Paradis-Thérèse. 
À Paris, il habite 47 rue de Courcelles, dans le 8e arrondissement de Paris.
Il meurt le 6 juin 1980 dans le 8e arrondissement de Paris à l'âge de 86 ans.

## Distinctions
Étienne Bernard est nommé chevalier dans l'ordre national de la Légion d'honneur par décret du 9 juillet 1924, puis promu officier, par décret du 21 janvier 1938 puis élevé à la dignité de grand-croix, du même ordre, et décoré de la croix de guerre 1914-1918 avec 2 étoiles de bronze,,.